# 노음초등학교
노음초등학교는 대한민국 경상북도 울진군 근남면 노음리에 있는 공립 초등학교이다.

## 학교 연혁
- 1936년 9월 28일 노음공립보통학교(4년제) 개교설립인가 2월 29일
- 1938년 4월 1일 교명 개칭 (노음공립심상소학교)(6년제)
- 1941년 4월 1일 교명 개칭 (노음공립국민학교)
- 1959년 9월 17일 태풍 '사라'로 학교 유실(현 위치로 이전)
- 1990년 3월 1일 진복분교장 통폐합
- 1995년 3월 1일 구고분교장, 수곡국민학교 통폐합
- 1996년 3월 1일 교명 개칭 (노음초등학교)
- 2005년 3월 29일 울진교육청 부설 발명교실 개관
- 2018년 3월 1일	초등 6학급, 유치원 1학급 편성
- 2021년 9월 1일 제30대 류동희 교장 부임
- 2021년 12월 31일 제82회 졸업(졸업생 8명, 총 7,657명)
- 2022년 3월 1일 초등 6학급, 유치원 1학급 편성

## 학교 상징
- 교화 : 목련 - 우아하고 정결한 자태로 봄을 가장 먼저 열어 짙은 향기를 뿜는다. 교화에서 우아함과 정결함, 그리고 앞서 노력한 멋을 본받아야 한다.
- 교목 : 향나무 - 항상 변함없는 푸른 기상이 돋보이며 생명이 다한 뒤에도 그윽한 향기를 지닌 고귀함이 있다. 우리는 교목에서 푸른 기상과 희생정신을 본받아야 한다.

## 참고 자료
- 노음초등학교 - 한국교육학술정보원 학교알리미